# Munda (Bètica)
Munda (en grec antic Μούνδα) va ser una antiga ciutat d'Hispània, a la Bètica. Era una colònia romana i pertanyia al convent jurídic d'Astigi, segons diuen Estrabó i Plini el Vell. Estrabó també diu que es trobava a 1400 estadis de Carteia. Correspon potser a l'actual municipi de Montilla.
Va ser famosa per tres batalles lliurades a la rodalia:
- A la primera batalla de Munda, l'any 216 aC, Gneu Corneli Escipió Calb va derrotar els cartaginesos.
- A la segona batalla de Munda, el 181 aC, Tiberi Semproni Grac va derrotar els celtibers.
- A la tercera batalla de Munda, l'any 45 aC, Juli Cèsar va derrotar els fills de Gneu Pompeu i va posar fi a la Segona guerra civil romana.

Després d'aquesta última batalla, segons Plini el Vell, la ciutat va desaparèixer (Fuit Munda cum Pompei filio rapta), però més tard Estrabó encara l'esmenta com una ciutat important.
La seva situació no és del tot segura; els uns la situen a Monda, al sud-oest de Màlaga; els altres a prop de Còrdova; i d'altres encara entre Martos, Alcaudete, Espejo i Baena.